# Záhoříčko (Neustupov)
Záhoříčko (Duits: Sahorschitsch of Sahorschitsch bei Neustupau) is een Tsjechische plaats in de gemeente Neustupov, regio Midden-Bohemen, en maakt deel uit van het district Benešov. Het dorp ligt op 1,5 kilometer afstand van Neustupov.
Záhoříčko telt 18 inwoners (2021).

## Geschiedenis
De eerste schriftelijke vermelding van het dorp dateert van 1382.
Sinds 1960 is Záhoříčko ondergebracht bij het district Benešov.

## Verkeer en vervoer

### Autowegen
Er leidt een regionale weg naar het dorp.

### Spoorlijnen
Er is geen station in Záhoříčko. Het dichtstbijzijnde station is in Votice, op zo'n tien kilometer afstand. Dat station ligt aan spoorlijn 220 van Praag naar Tábor.

### Buslijnen
Er is één bushalte in het dorp:
| Halte                        | Lijn(en)   | Traject(en)                                  | Vervoerder(s)                    |
| ---------------------------- | ---------- | -------------------------------------------- | -------------------------------- |
| Neustupov, Rozchod Záhoříčko | 452 390452 | Mladá Vožice - Benešov Mladá Vožice - Votice | CŠAD Benešov BusLine jižní Čechy |

## Galerij

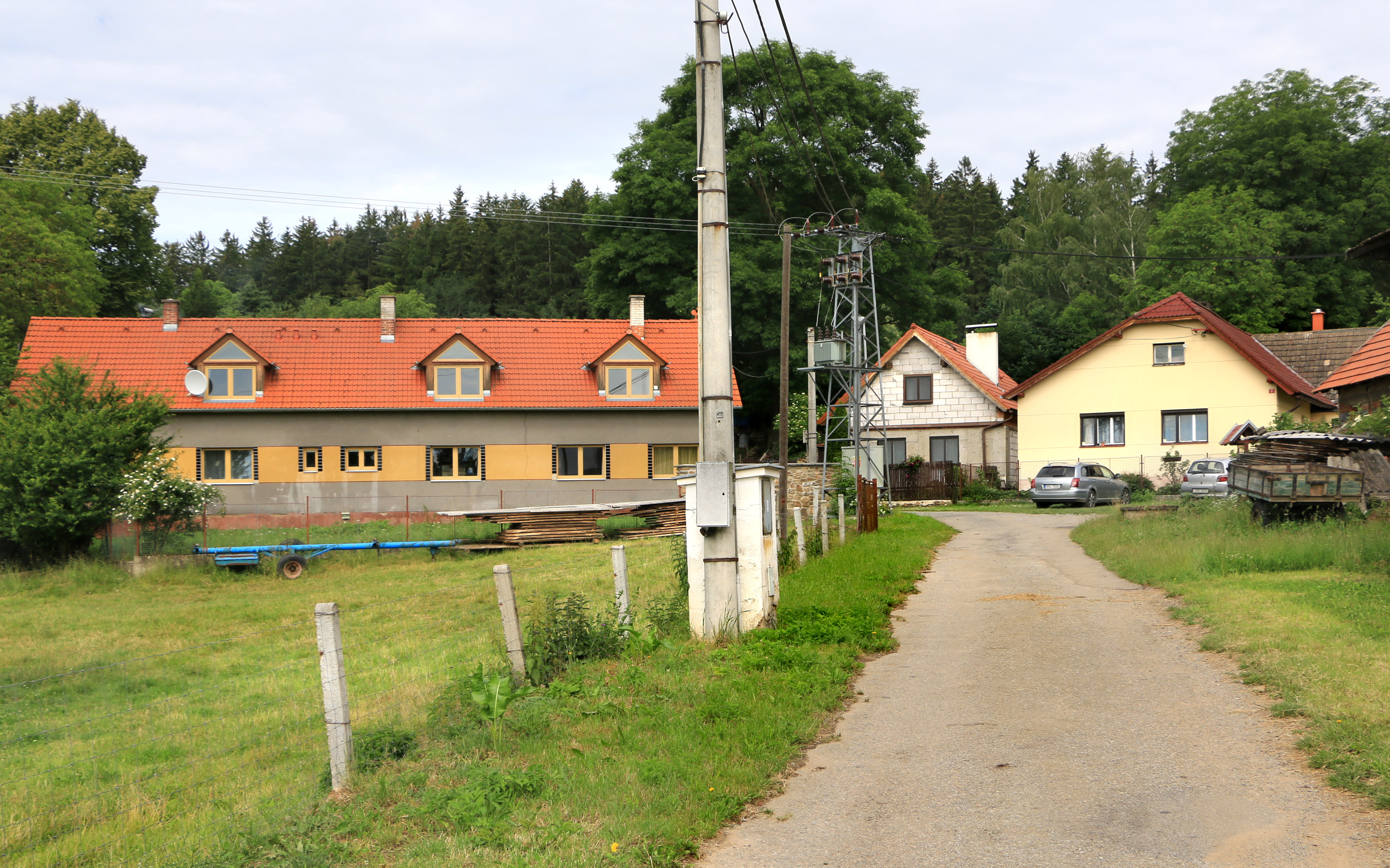
Huizen aan de westkant (2016)
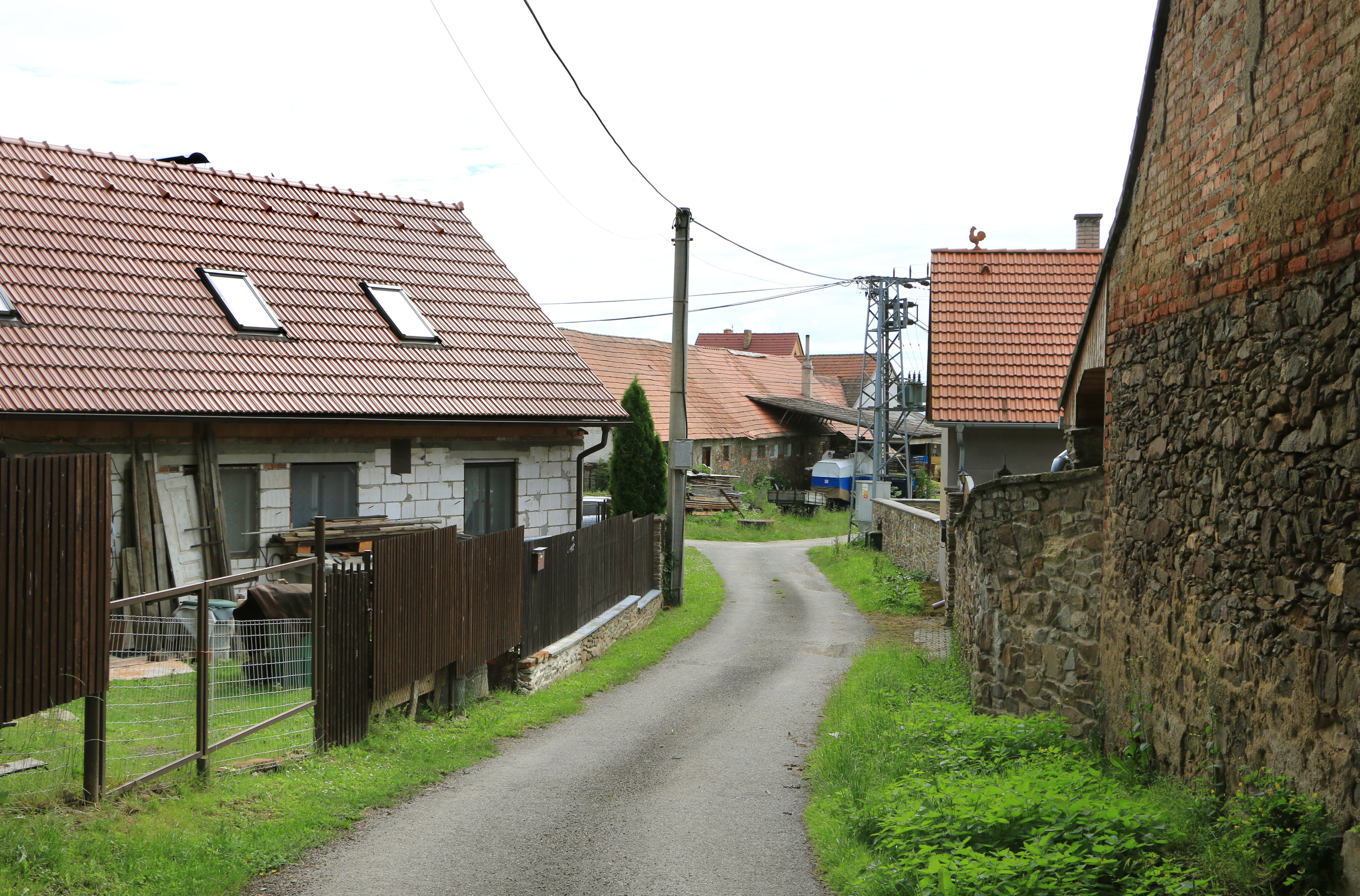
Straat in het dorp (2016)